# VBulletin
vBulletin（有时简称为vB，vBB）是一个商业论坛程序。由Internet Brands及vBulletin Solutions開發及銷售，它使用PHP脚本语言编写，并以MySQL為資料庫。

## 版本
vBulletin目前主要分成三種版本：
- SUITE版：包含討論區、內容管理系統（CMS）及網誌等三大產品，售價285美元。
- FORUM版：僅有討論區，售價195美元。
- MOBILE版：產生供行動裝置瀏覽的網頁程式，需有上述兩版本之一搭配使用，售價199美元。

以上金額為永久使用權，並提供一年內版本更新。

## 外部連結
- （英文）vBulletin.com  官方网站
- （英文）vBulletin.org （页面存档备份，存于）  官方代码及风格模版修改站